# Embidopsocus femoralis
Embidopsocus femoralis är en insektsart som först beskrevs av André Badonnel 1931.  Embidopsocus femoralis ingår i släktet Embidopsocus och familjen boklöss. Inga underarter finns listade i Catalogue of Life.